# St. Marien (Neuenbeken)

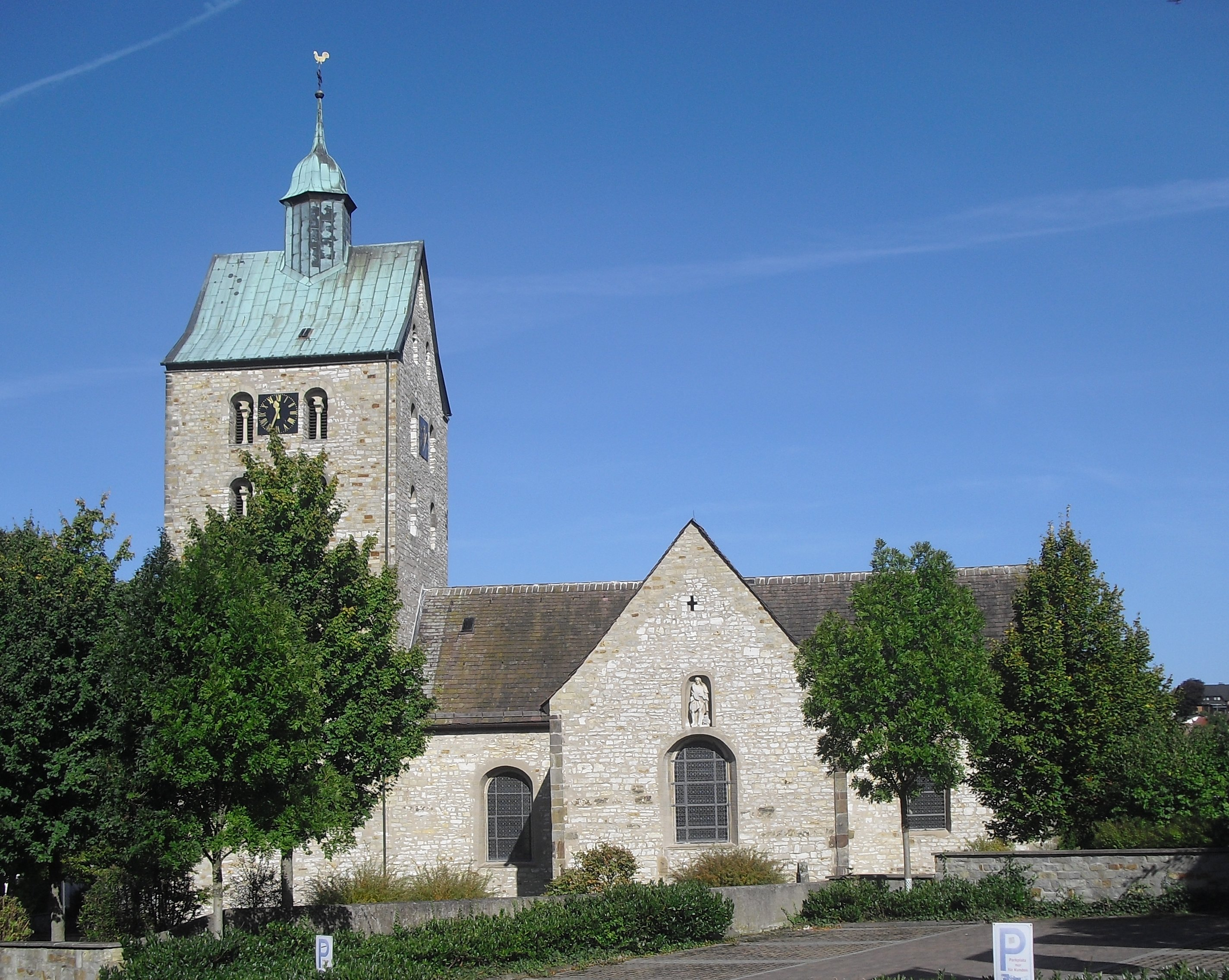
St. Marien in Paderborn-Neuenbeken

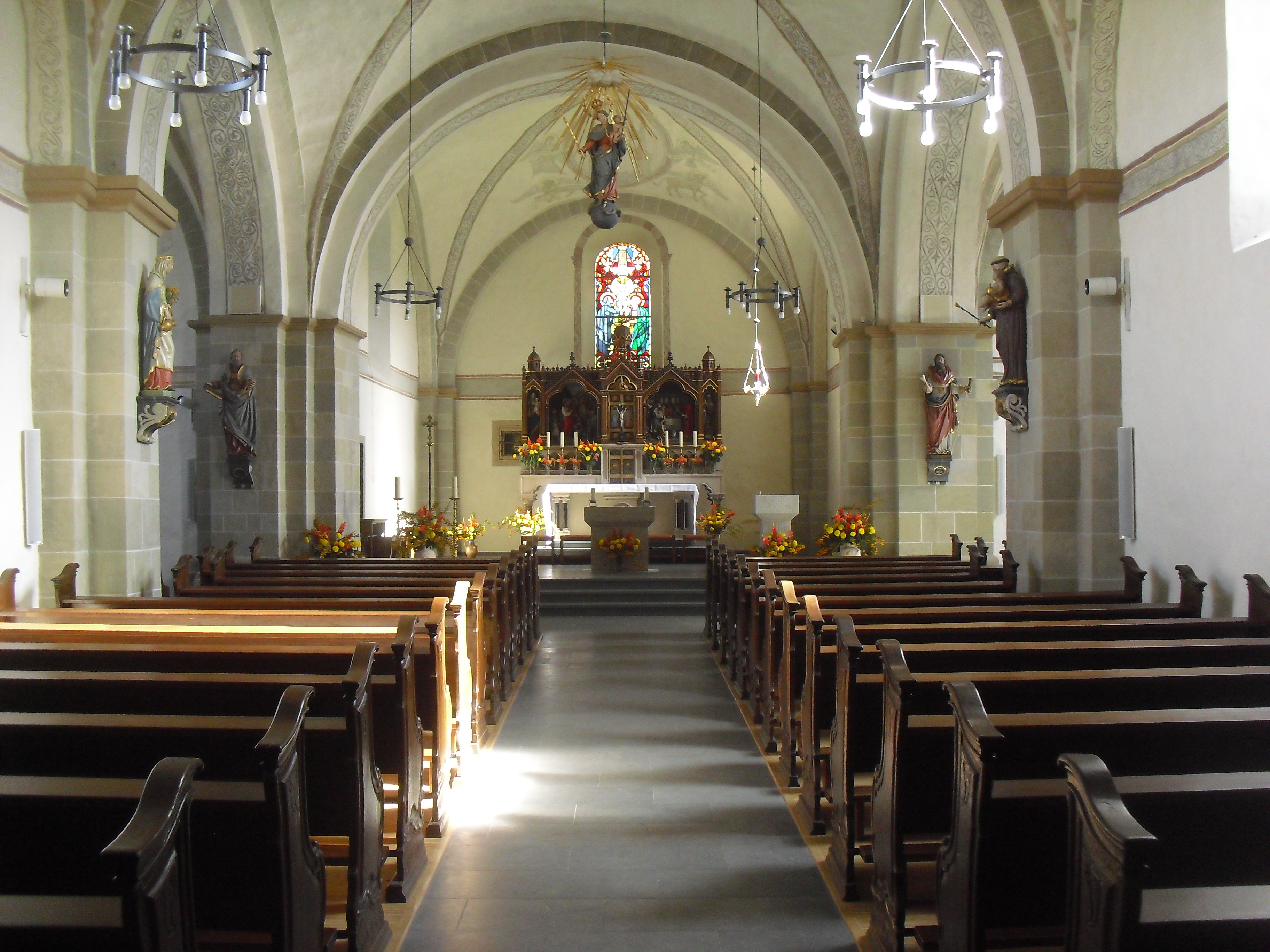
Innenansicht

St. Marien ist eine katholische Pfarrkirche in Paderborn-Neuenbeken im Kreis Paderborn, Nordrhein-Westfalen. Kirche und Gemeinde gehören zum Dekanat Eggevorland im Erzbistum Paderborn.

## Baubeschreibung
Bei der Kirche handelt es sich um einen romanischen Gewölbebau vom Anfang des 13. Jahrhunderts. Das Gebäude mit Langhaus und Querschiff hat im Grundriss die Form eines lateinischen Kreuzes. St. Marien in ihrer jetzigen Form ist vermutlich der dritte Kirchenbau an dieser Stelle. 2009/10 fand eine umfassende Restaurierung statt.
Die Kirche ist einschiffig und das Langhaus einjochig. Das Querschiff hat Nischen in der Ostwand; der Chor ist gerade geschlossen. Im Norden ist eine Sakristei angebaut; im Westen schließt sich ein 28 m hoher quadratische Turm mit Satteldach und Dachreiter an. Die Kreuzgewölbe der Kirche ruhen auf Wand- und Eckpfeilern und werden von runden Gurt- und Blendbögen gegliedert. Der Bogen im Querschiff ist spitzbogig. Die Sakristei wird von einem Tonnengewölbe mit Stichkappen überspannt. Die Fenster sind rundbogig, ebenso die Schalllöcher im Turm.
Das mehrfach veränderte Westportal ist von einer 1666 gestifteten Pietà gekrönt. 1914/18 wurde es als Ehrenmal für die Gefallenen von 1864 umgestaltet.
Das Portal im nördlichen Querschiff ist dagegen in seiner Ursprungsform erhalten. Es ist rundbogig mit Ecksäulen. Im Tympanon ist eine Kreuzigungsgruppe dargestellt.

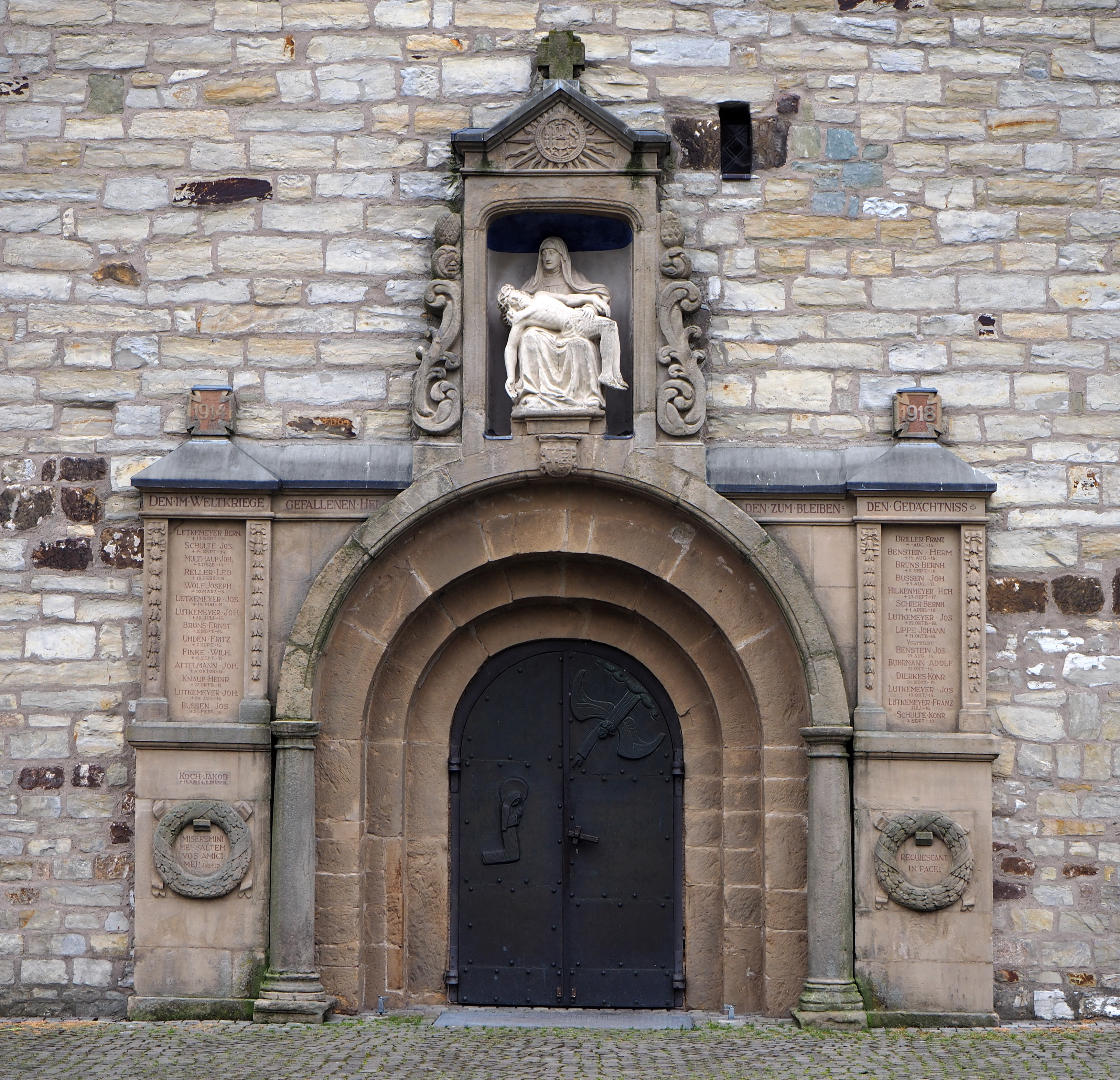
Das Westportal mit der Pietà
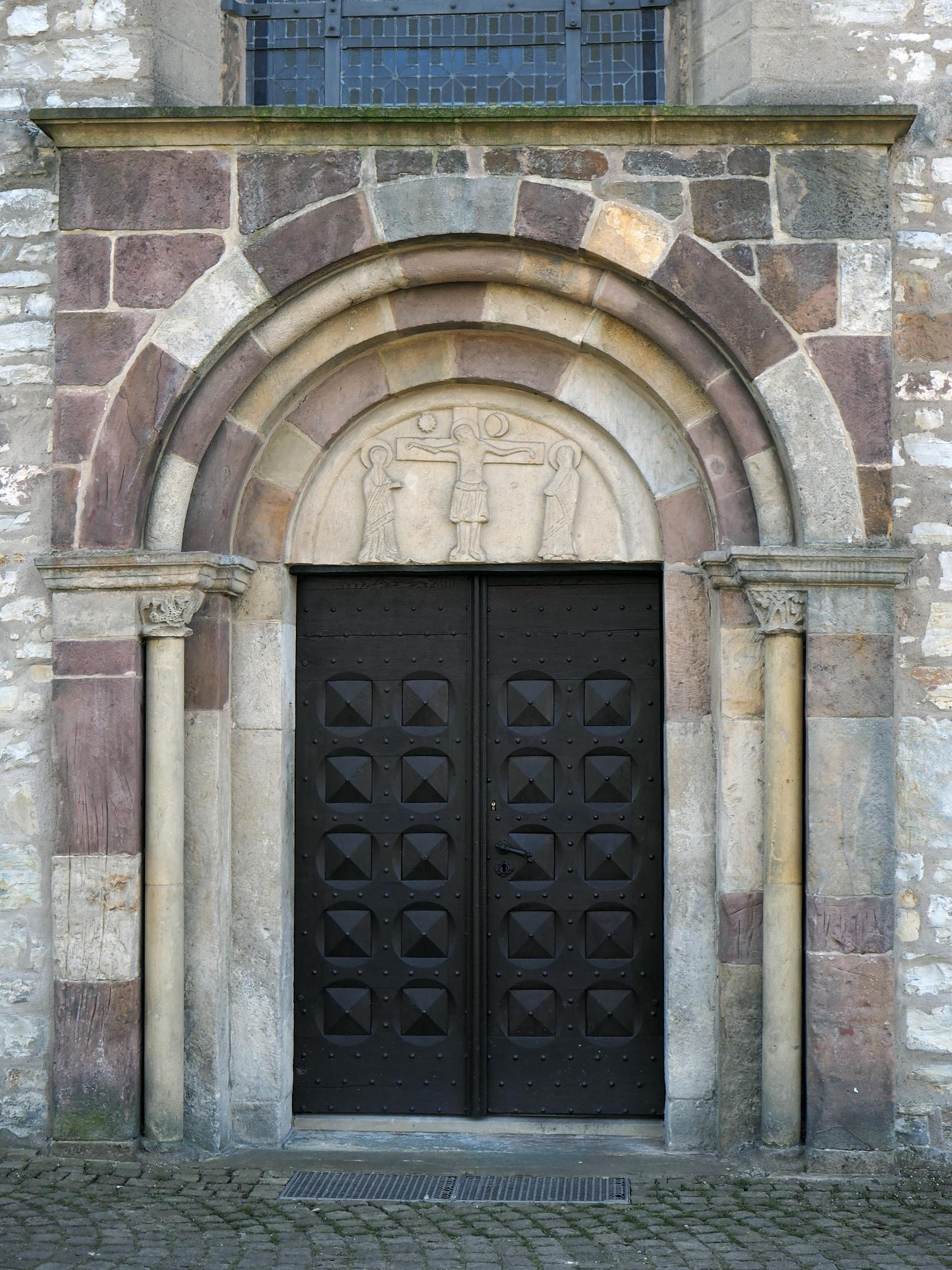
Das Nordportal
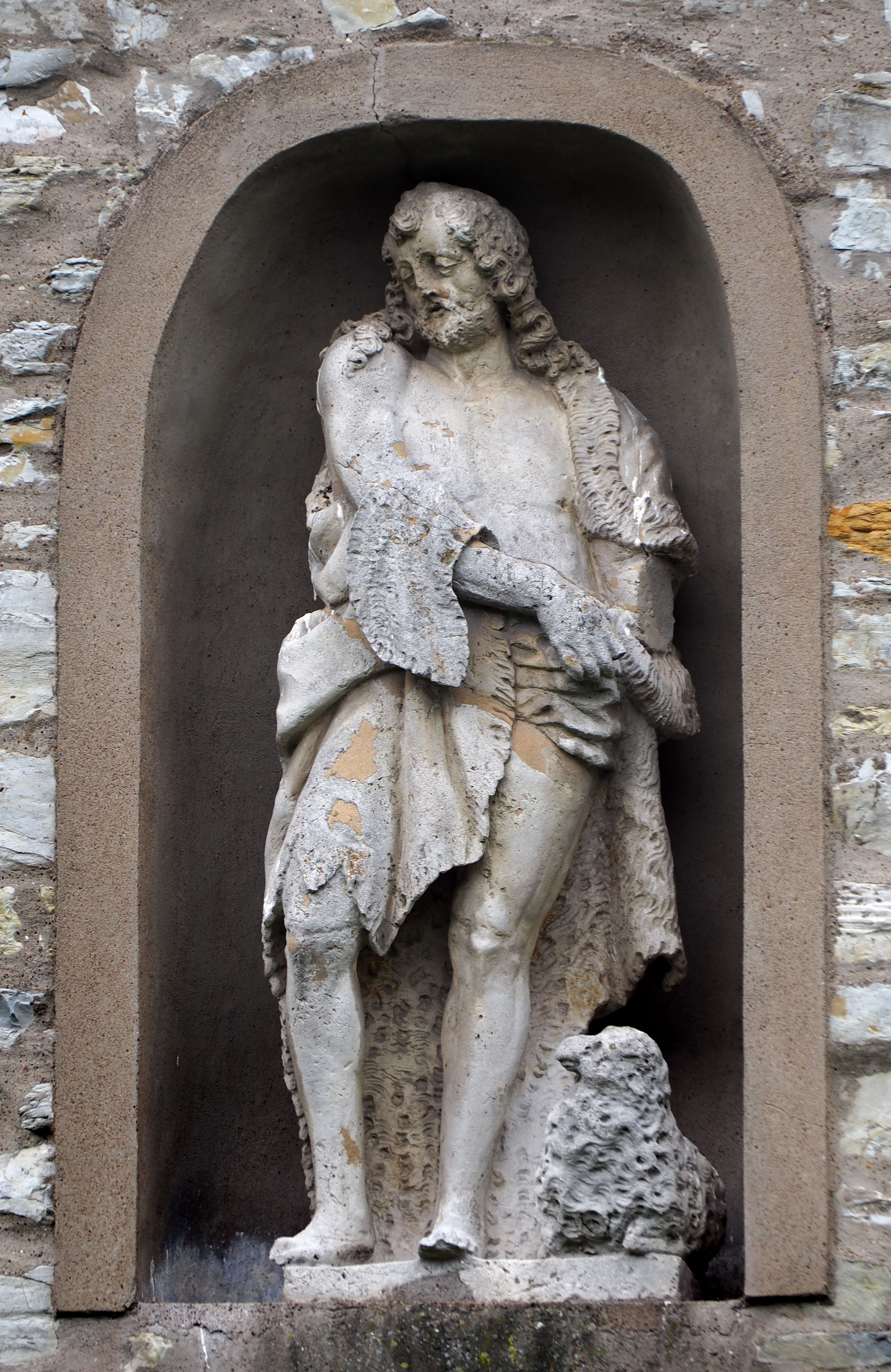
Figur am südlichen Querschiff

## Glocken
St. Marien verfügt über fünf bronzene Glocken, von denen die älteste aus dem Jahr 1781 stammt. Sie hat einen Durchmesser vom 115 cm. Kurz vorher, im Jahr 1776, hatte der Kirchturm gebrannt. Davon zeugt die Inschrift der alten Glocke:
Hujus aeris campani fusio post incendium/secunda facta est anno MDCCLXXXI
(Das geschmolzene Erz dieser Glocke ist nach dem Brand wiederhergestellt im Jahre 1781)
Außerdem ist der Glockengießer Meister Fricken erwähnt.
Die anderen vier Glocken entstanden in den 1960er Jahren in der Glockengießerei Petit und Edelbrock in Gescher:
| Glocke                | Herstellungsjahr | Durchmesser | Inschrift                                       | Nominal |
| --------------------- | ---------------- | ----------- | ----------------------------------------------- | ------- |
| Dreifaltigkeitsglocke | 1966             | 146 cm      | Ehre sei die Hl. Dreifaltigkeit Neuenbeken 1966 | des'    |
| Josephsglocke         | 1966             | 130 cm      | Hl. Joseph, bitte für uns Neuenbeken 1966       | es'     |
| alte Glocke           | 1781             | 115 cm      | s. o.                                           | f'      |
| Petrusglocke          | 1969             | 100 cm      | Heiliger Petrus, bitte für uns 1969             | as'     |
| Marienglocke          | 1969             | 85 cm       | Maria, Mutter Gottes, bitte für uns 1969        | b'      |

## Wandmalerei
An den Kirchenwänden sind Fragmente romanischer Wandmalereien erhalten. Neuromanische Malereien wurden in den Jahren 1961–1964 entfernt. Die Ausmalung aus dem frühen 13. Jahrhundert wurde im September 2011 von der LWL-Denkmalpflege, Landschafts- und Baukultur in Westfalen zum Denkmal des Monats in Westfalen-Lippe gekürt. Besonders zu erwähnen sind:
- Die Darstellung des Letzten Abendmahles an der Westwand des nördlichen Querhauses.

Jesus ist dargestellt mit elf Jüngern mit Heiligenschein und seinem Lieblingsjünger Johannes an der Brust. Judas kauert vor dem Tisch und reicht Jesus etwas zu essen. Hier werden also mit Judas 13 Jünger gezeigt.
- Das Bild der Kreuzabnahme an der Westwand des südlichen Querhauses.

Der Körper Christi wird von Joseph von Arimathäa gestützt, während Maria die rechte Hand ihres Sohnes ergreift. Die Nägel, mit denen Jesus ans Kreuz geschlagen wurde, werden von zwei Helfern mittels einer Zange entfernt. Rechts davon steht der trauernde Jünger Johannes. Ganz außen sieht man die beiden Schächer an ihren Kreuzen. Der gute links ist durch den Engel über seinen Kopf erkenntlich, dem bösen rechts ist ein Teufel zugesellt.
- Die Mandorla mit dem thronenden Christus im Chorgewölbe

Rechts und links vom Heiland sind die Symbole der vier Evangelisten dargestellt. Ursprünglich waren auch hier nur Fragmente erhalten, die im Zuge der Renovierung zu einem vollständigen Bild ergänzt wurden.

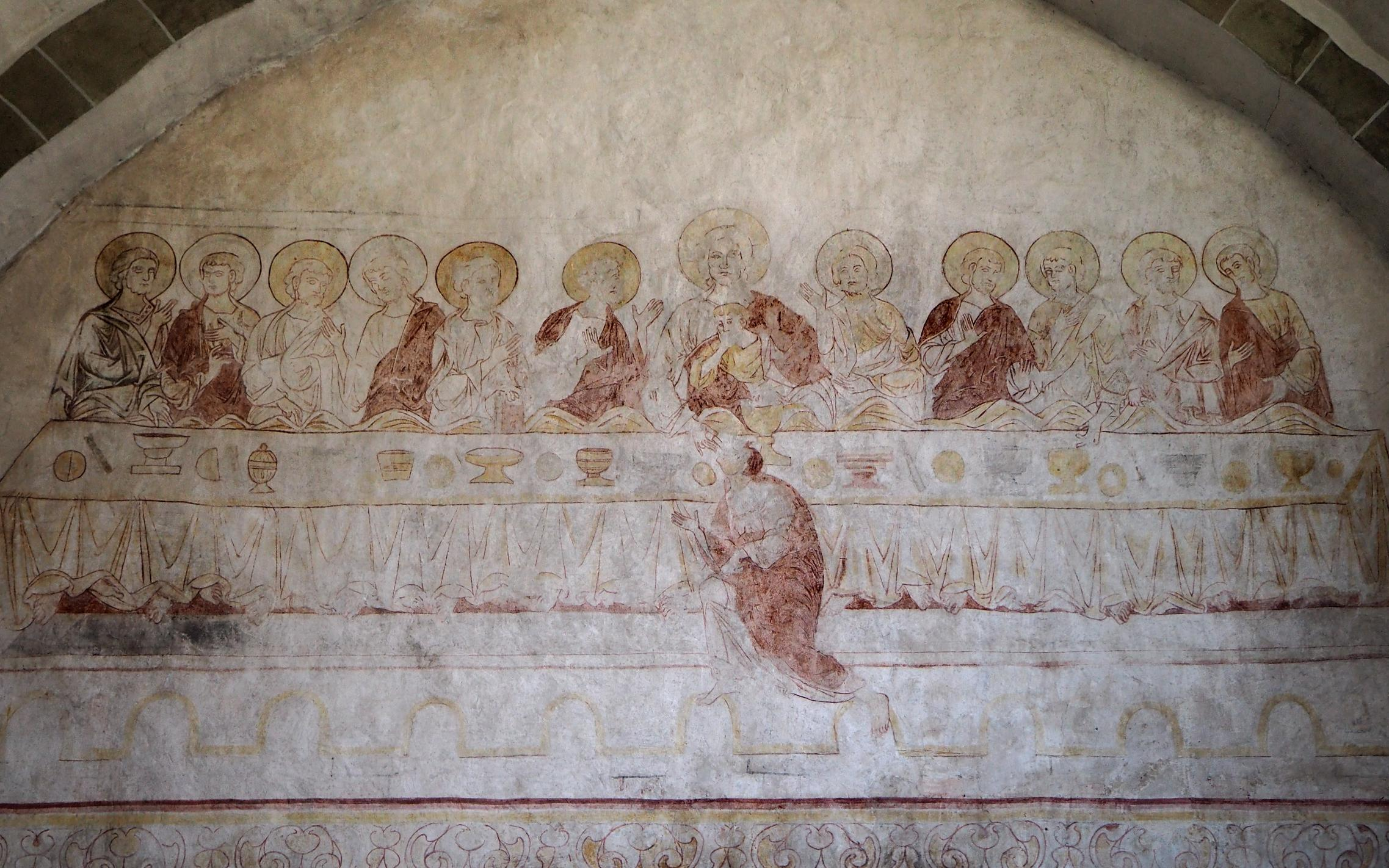
Wandbild Letztes Abendmahl
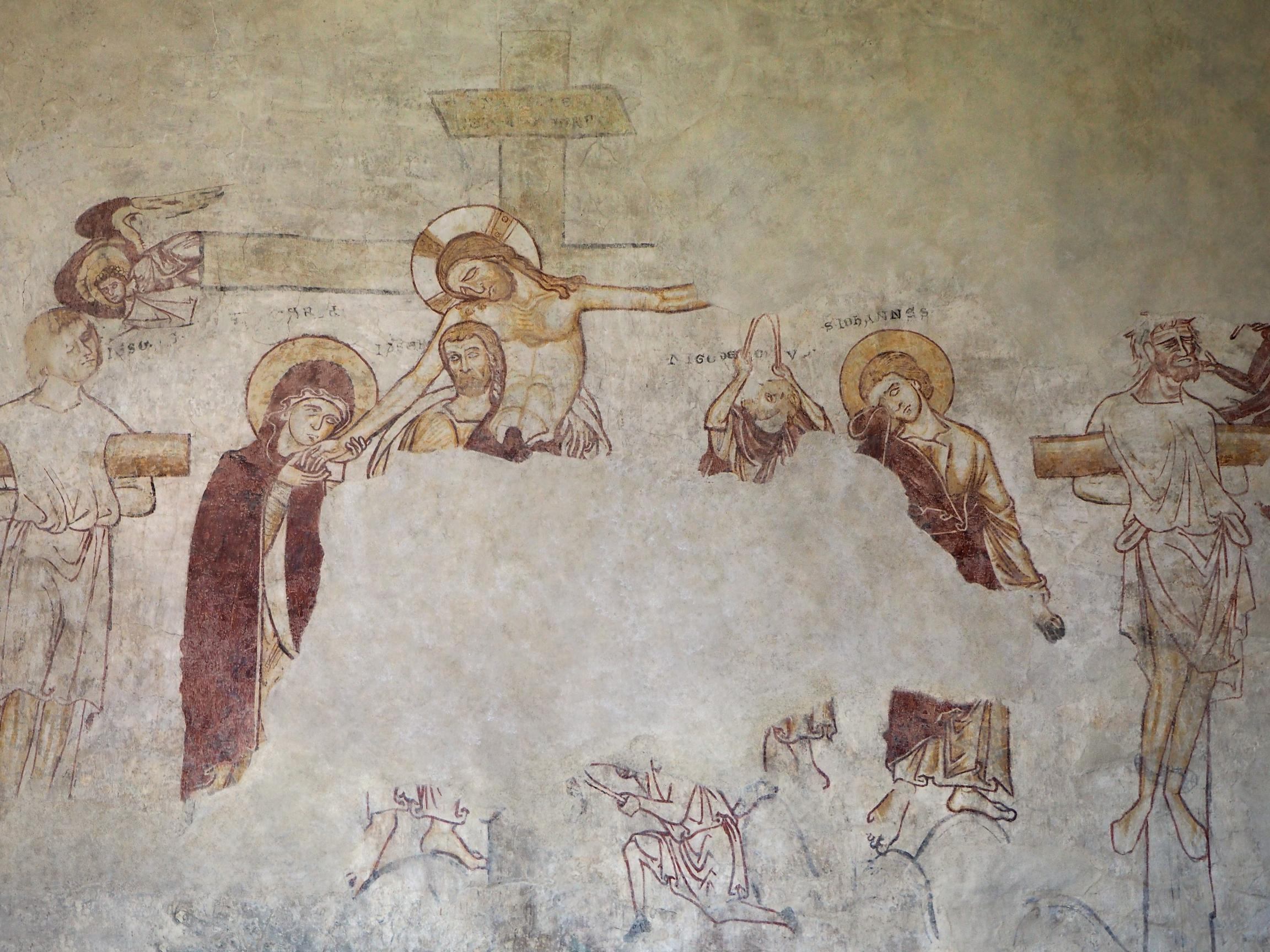
Wandbild Kreuzabnahme
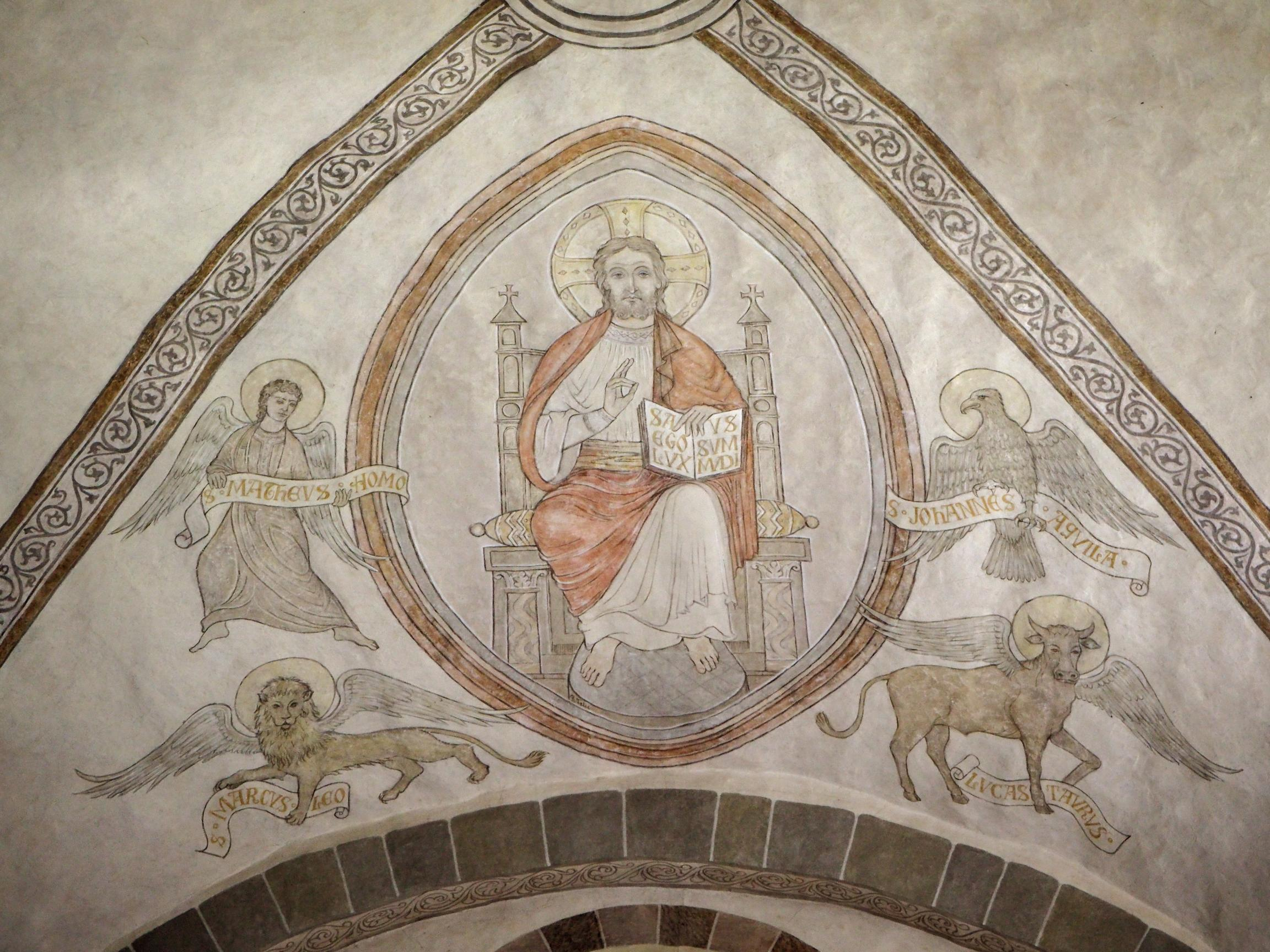
Wandbild Thronender Christus

## Ausstattung

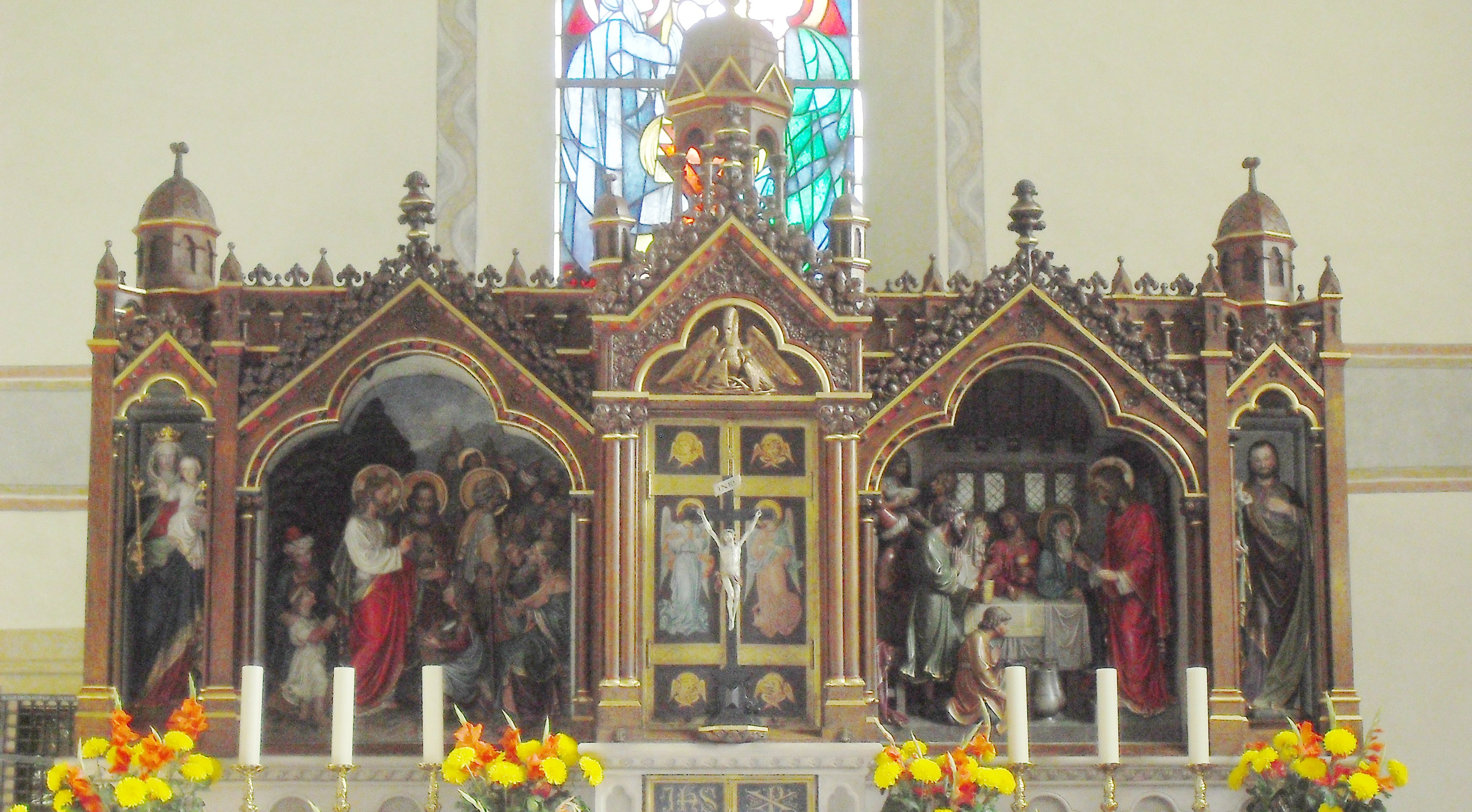
Aufbau des neuromanischen Hochaltars

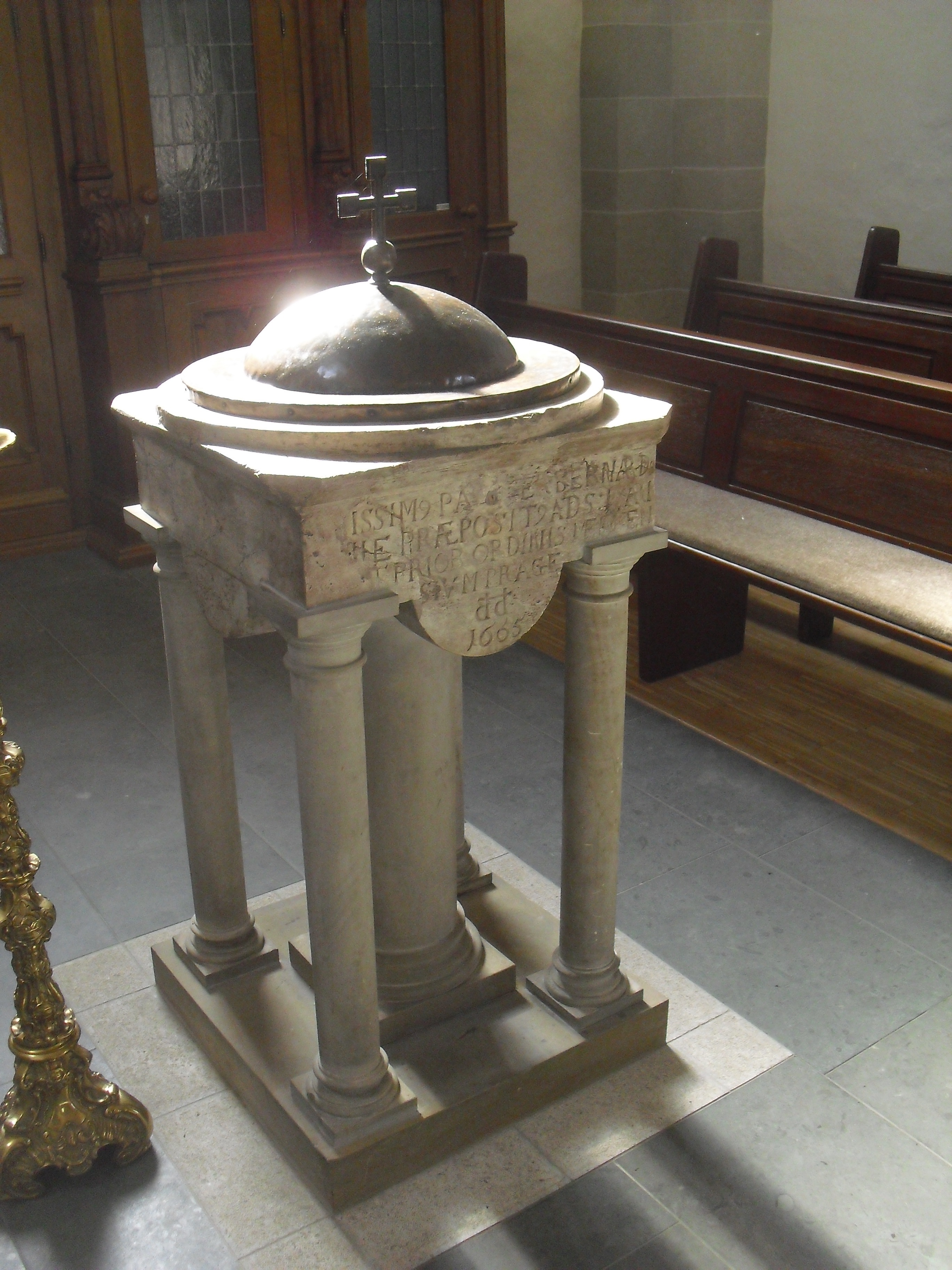
Der Taufstein mit Taufbecken von 1665

- Der neuromanische Hochaltar

Der Altaraufbau stammt von 1900, die Gemälde und Reliefs wurden in der Künstlerwerkstatt Wagenbrenner und Krietemeyer erstellt. Eine Besonderheit stellt der Dreh- und Schiebemechanismus dar, der es erlaubt, verschiedene Szenerien im Wechsel darzustellen und sie so dem Kirchenjahr anzupassen. Im März 2017 wurde der in den Jahren 2014/2015 umfassend restaurierte Altaraufsatz als Denkmal des Monats in Westfalen-Lippe ausgezeichnet.
- Das Chorfenster

Franz Knack aus Münster schuf 1952 das heutige Chorfenster als Ersatz für ein im Zweiten Weltkrieg zerstörtes ursprüngliches Fenster. Im oberen Bereich ist die Dreifaltigkeit dargestellt: Gottvater als alter Mann, die Taube für den Heiligen Geist. Jesus als Kind nimmt eine zentrale Stelle ein. Maria und Joseph sitzen unten und schauen auf das Kind, das gewissermaßen aus der Krippe aufgestiegen ist.
- Der Taufstein

Bernhard Witte stiftete im Jahr 1665 den Taufstein, der im südlichen Querhaus steht. Der Unterbau ist allerdings nicht im Original erhalten, er wurde nach Vorlage ähnlicher Taufsteine rekonstruiert. Das Taufbecken trägt eine lateinische Inschrift, die übersetzt folgendermaßen lautet:
Der Hochwürdigste Pater Bernhard Witte, Propst zu St. Marien und Prior des Malteserordens in Prag hat dies gestiftet 1665.
- Die Tür zwischen Sakristei und Chor

Sie stammt aus der Zeit der Gotik und zeigt quadratische Füllungen.
- Die Skulptur Maria vom Siege

Im Bogen zwischen Langhaus und Vierung hängt eine Marienskulptur. Das aus der ersten Hälfte des 18. Jahrhunderts stammende Kunstwerk zeigt die gekrönte, auf einer Weltkugel stehende Gottesmutter. Sie hält ein Zepter in der rechten Hand und setzt einen Fuß auf eine Schlange. Das Jesuskind auf ihrem Arm stößt eine Lanze in den Rachen der Schlange. Über der Figur schwebt als Symbol des Heiligen Geistes eine Taube, von der ein Strahlenkranz ausgeht.
- Die Skulpturen von Petrus und Paulus

Die beiden Figuren an den Pfeilern zum Chor gehörten vermutlich ehemals zu einem barocken Hochaltar.
- Weitere Skulpturen

An den vier Pfeilern des Langhauses sind folgende Statuen angebracht:
Elisabeth von Thüringen (1995 von Bruno Vienatzer)
Der heilige Antonius von Padua (18. Jahrhundert)
Der heilige Joseph (1926)
Der heilige Aloisius von Gonzaga (1926)

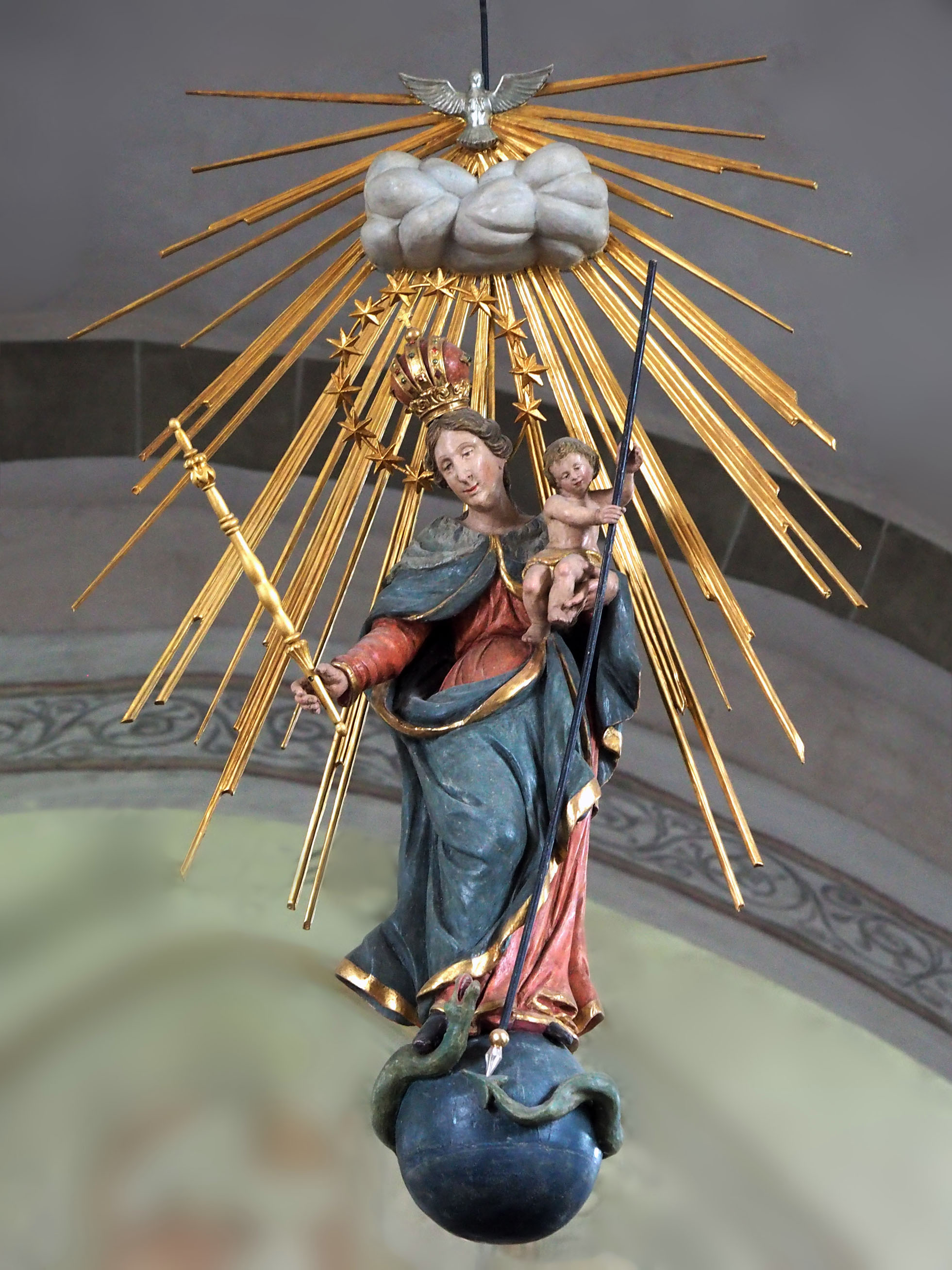
Maria vom Siege
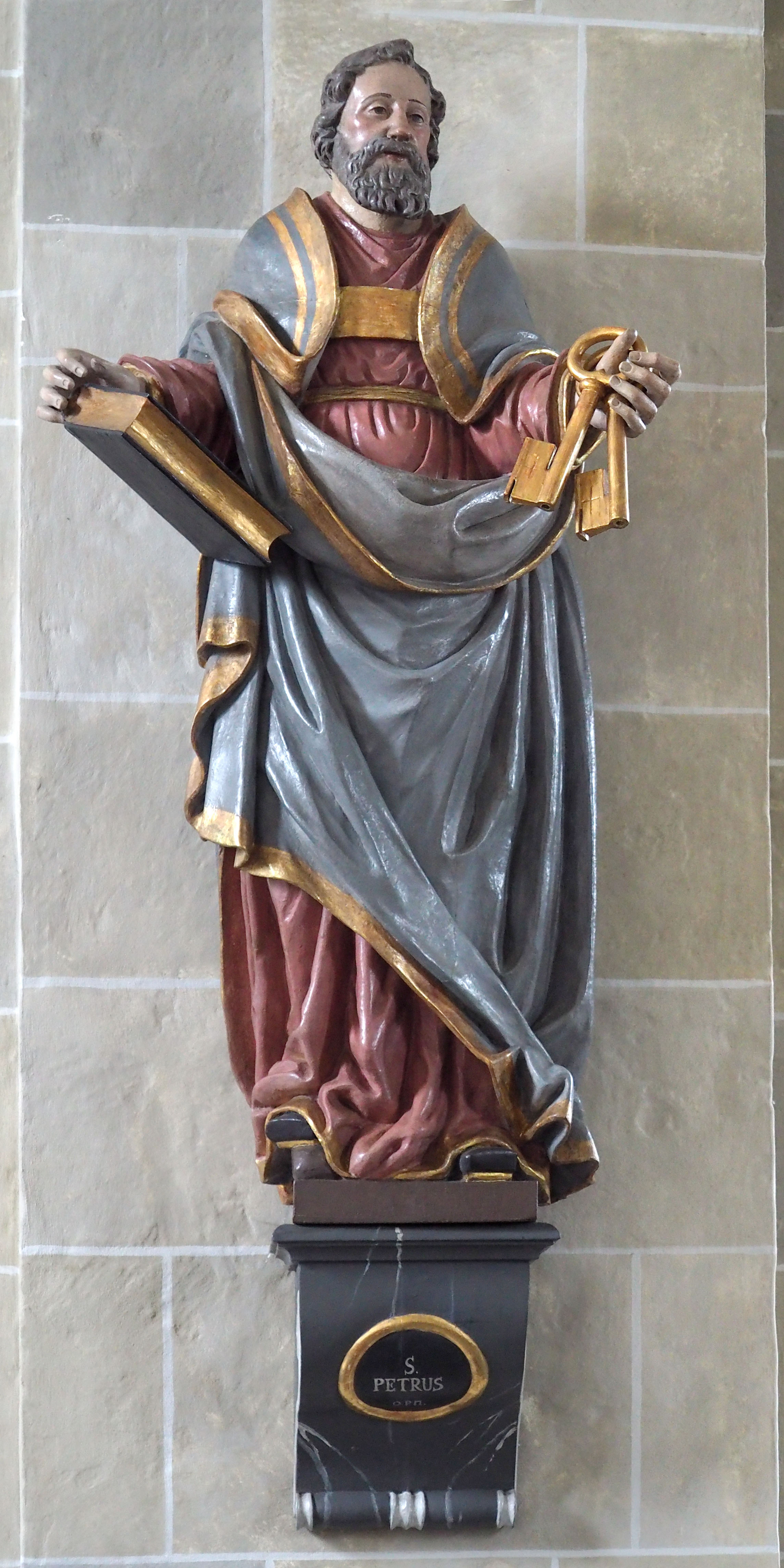
Petrus
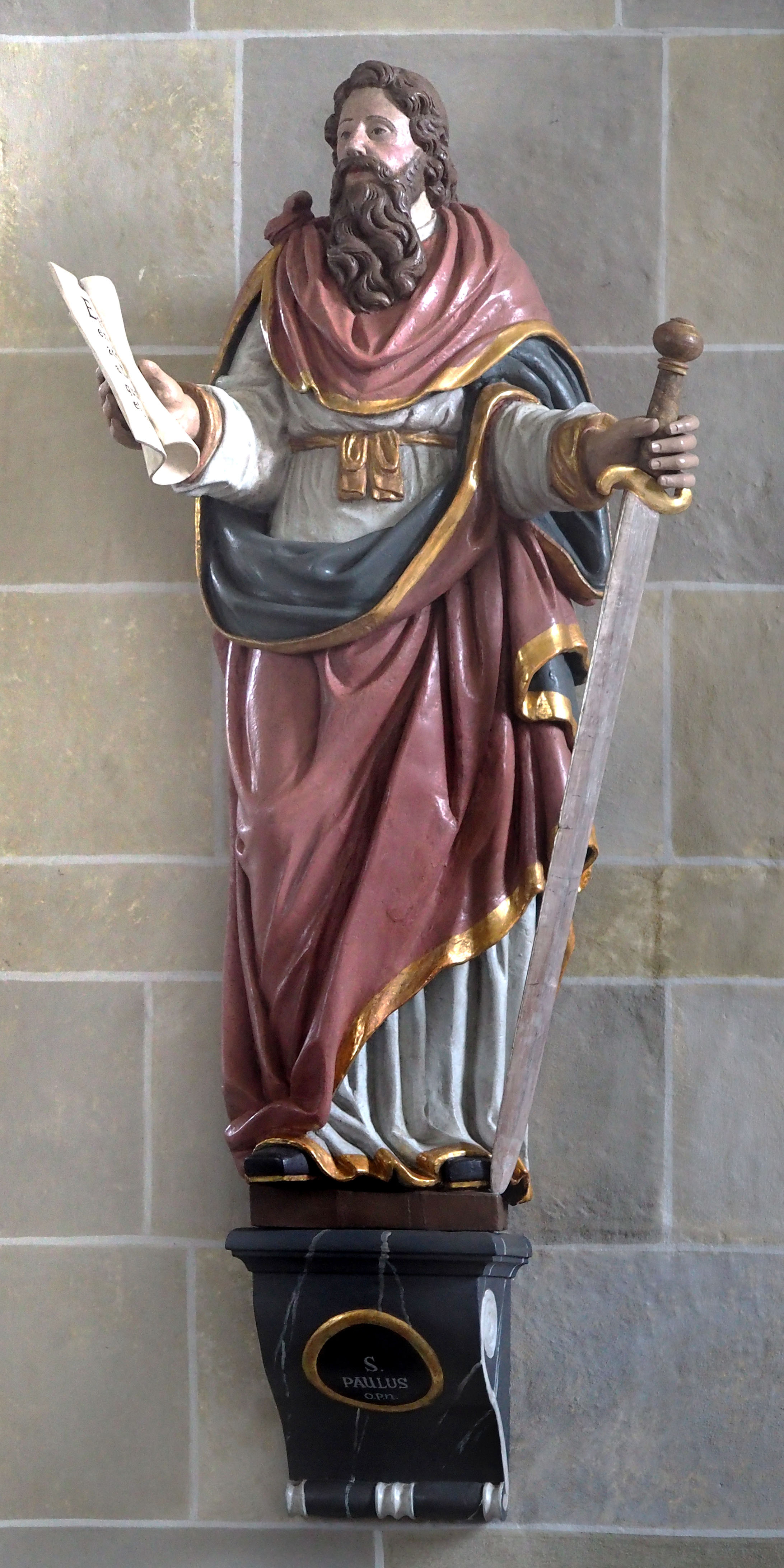
Paulus
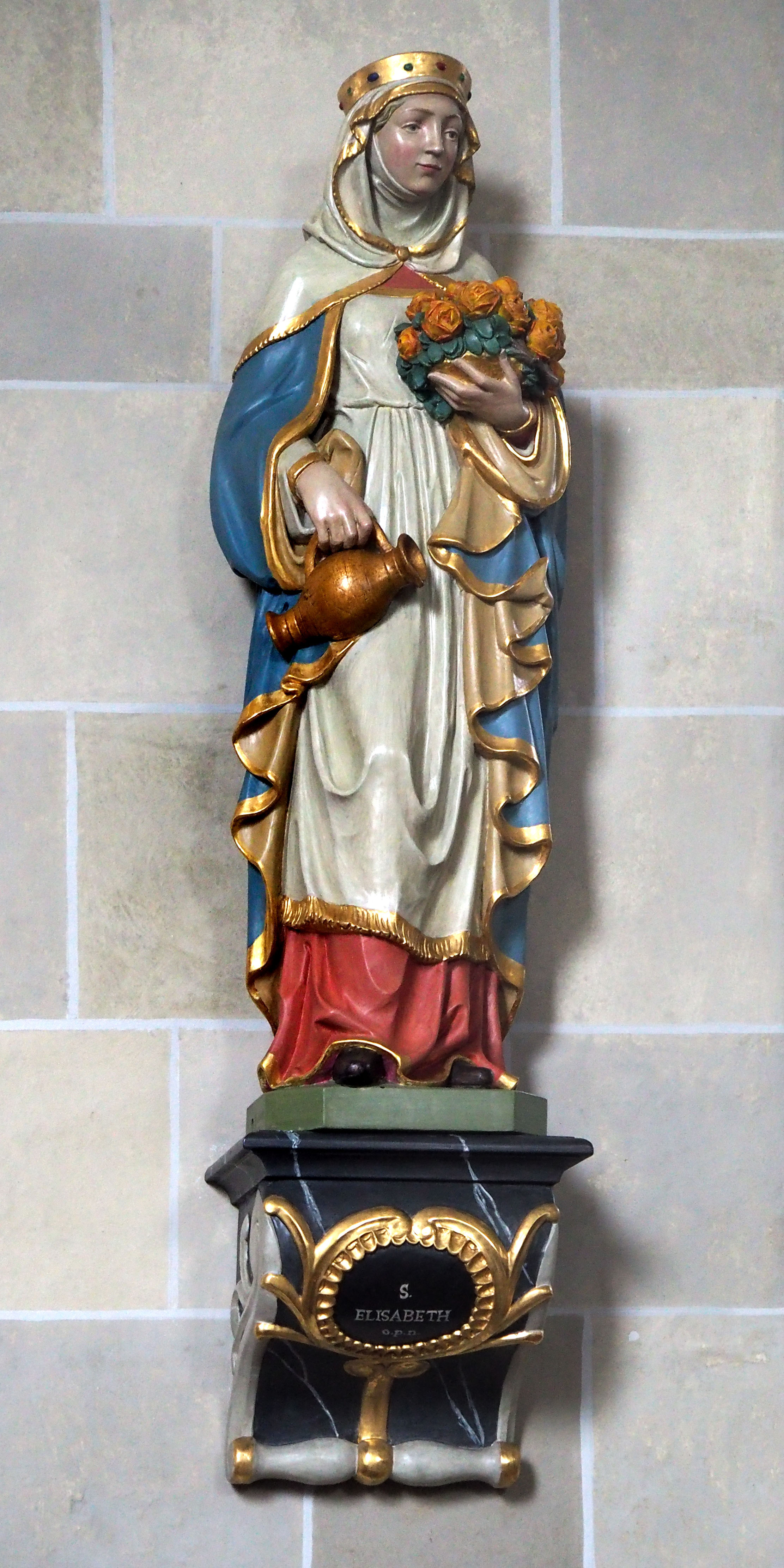
Elisabeth
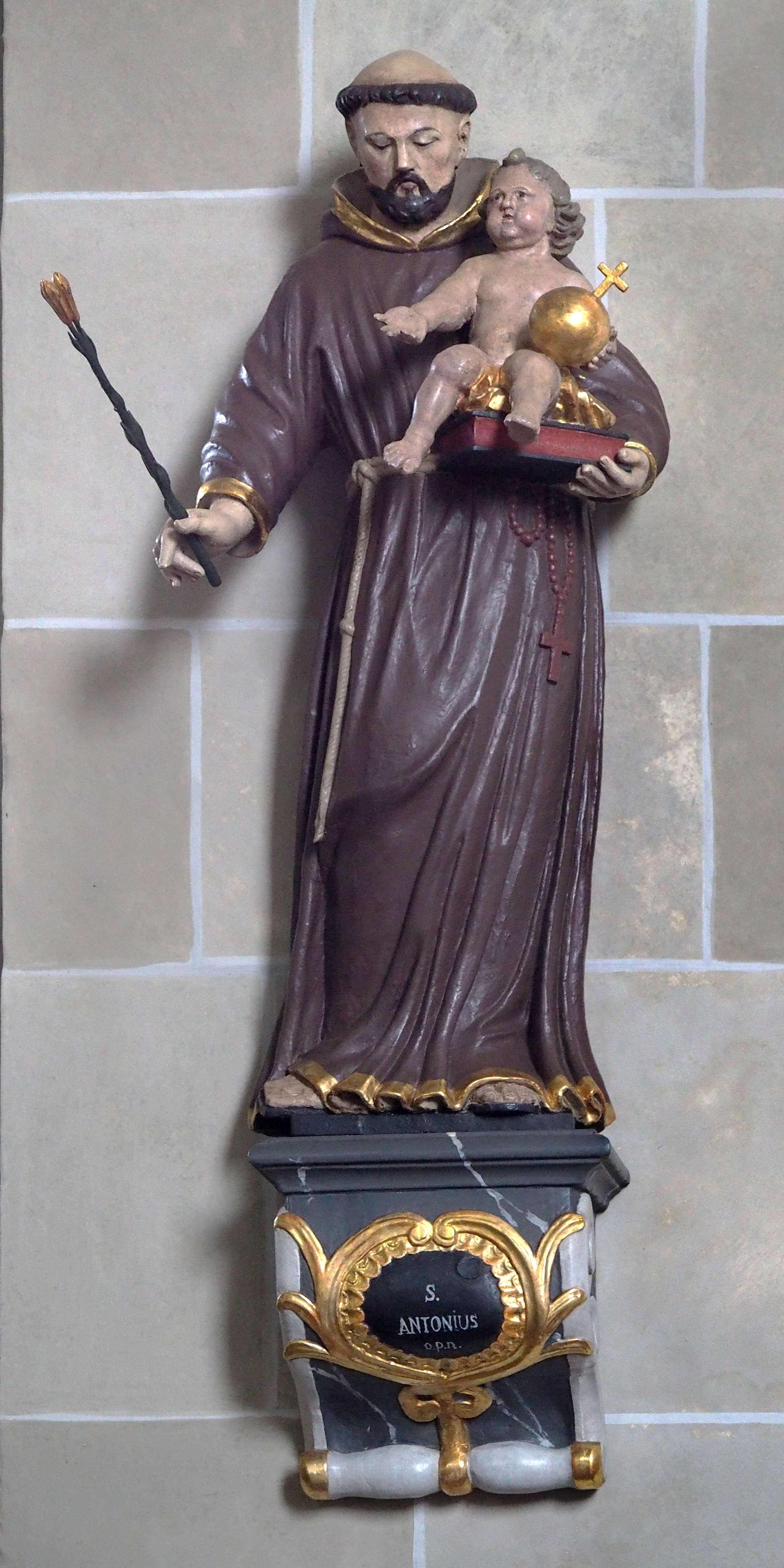
Antonius
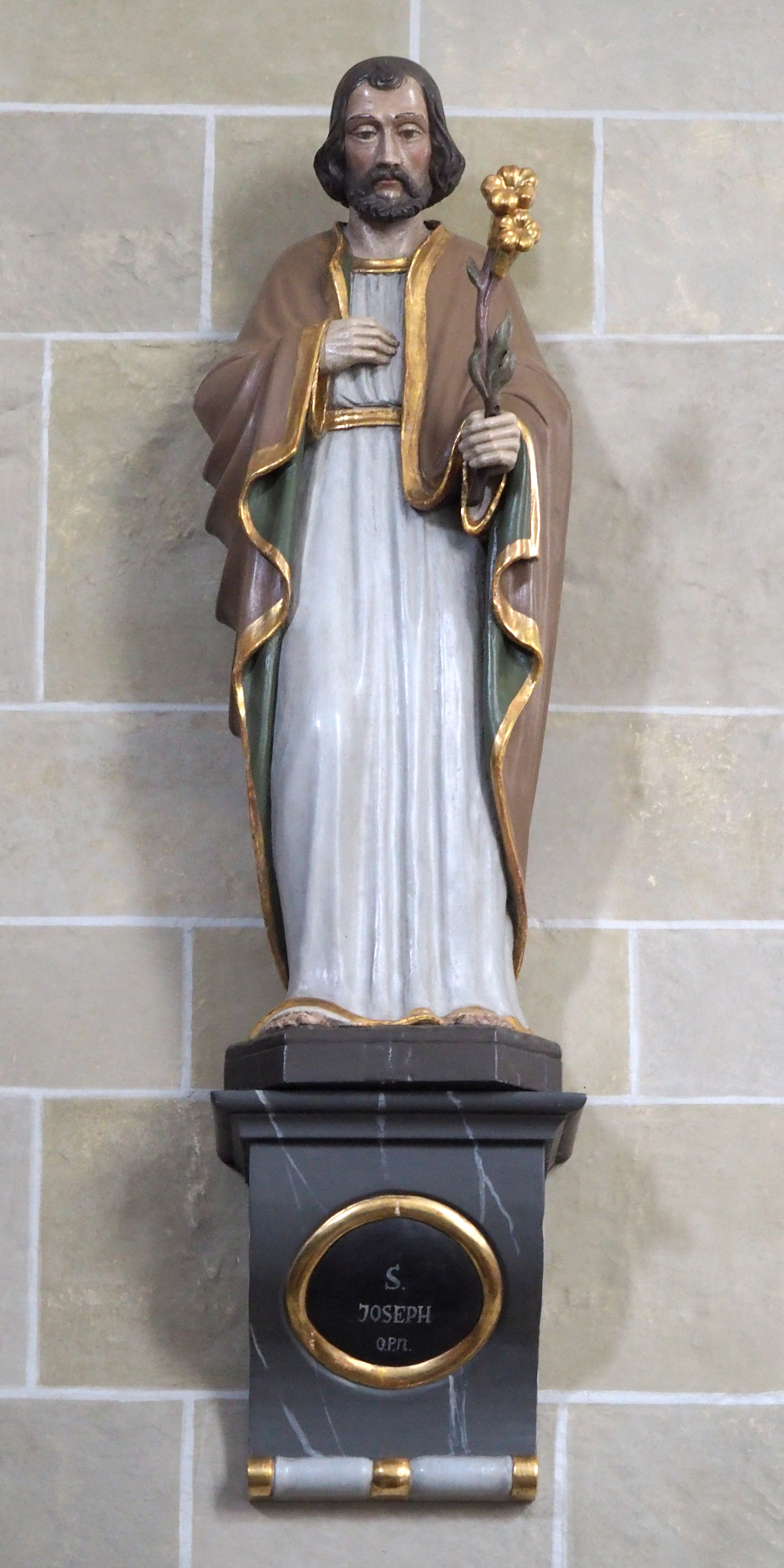
Joseph
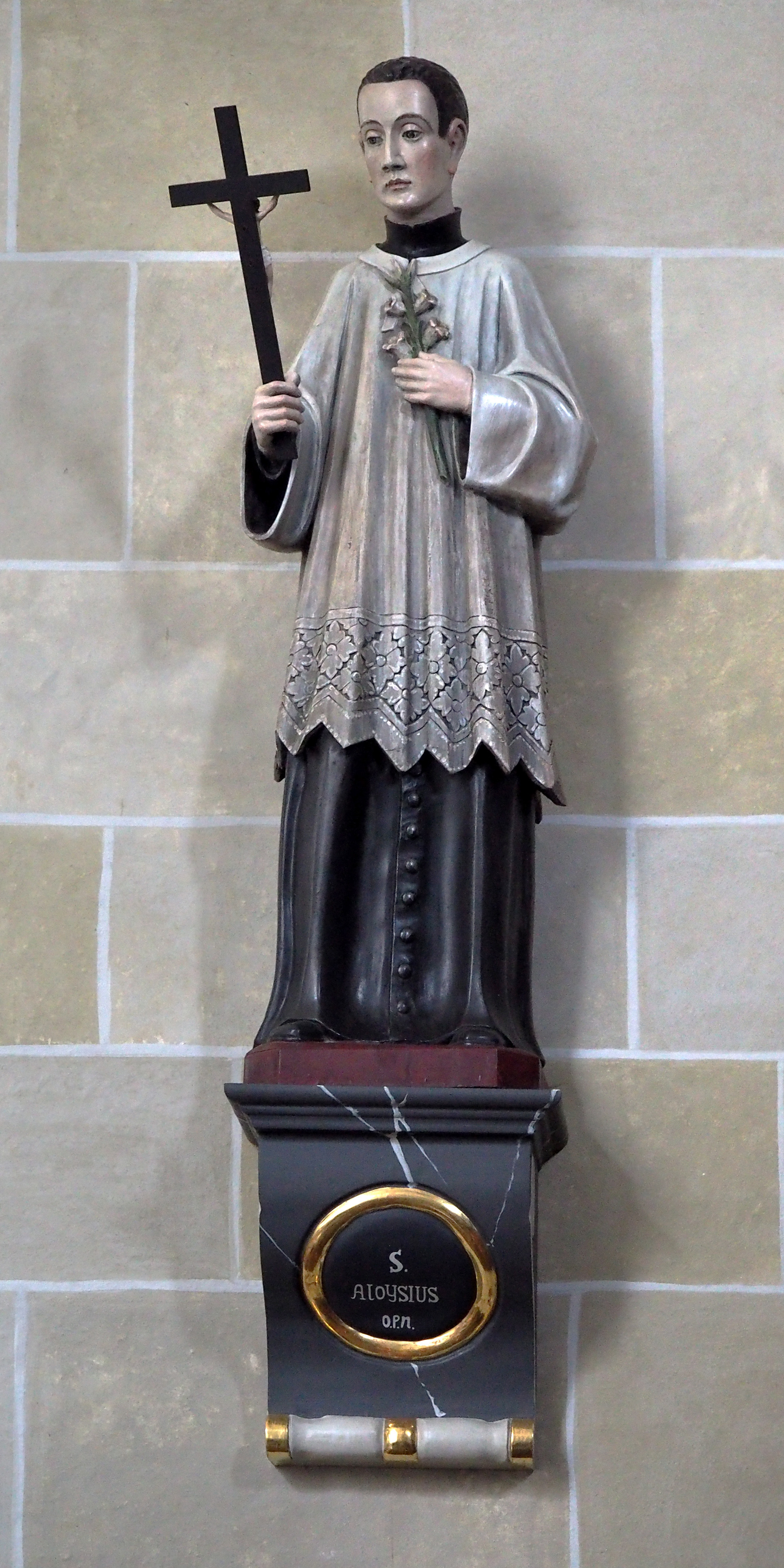
Aloysius

## Orgel

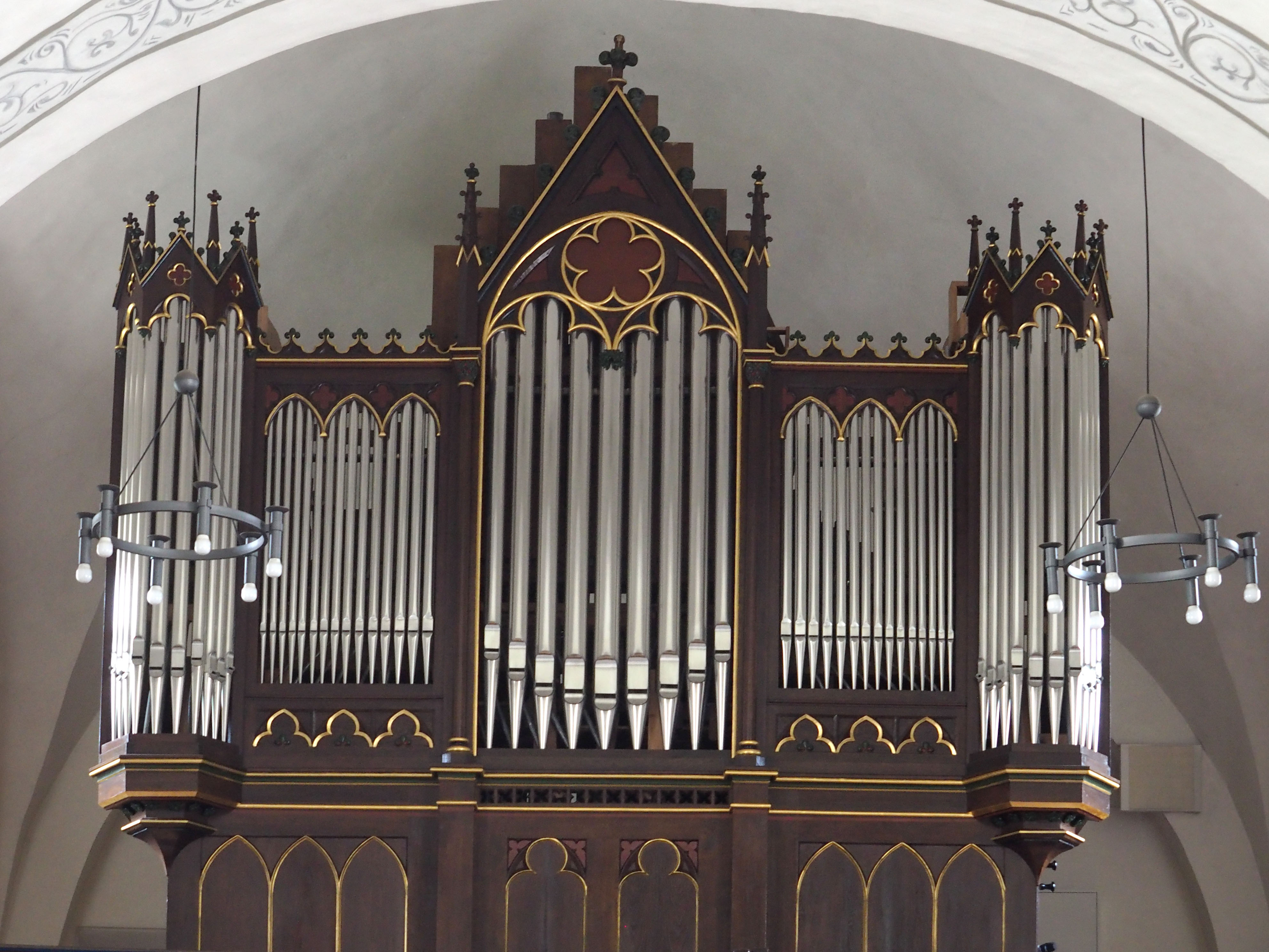
Die Orgel von 1859

Die jetzige Orgel geht auf das Jahr 1859 zurück, als eine ältere Orgel ersetzt wurde. Gebaut wurde sie vom Orgelbauer August Randebrock aus Paderborn. Im Laufe der Zeit wurde sie mehrfach renoviert und erweitert. Heute besitzt sie 18 Register und 1161 Pfeifen.

## Liturgische Geräte
Einige der unten angeführten Geräte befinden sich nicht in der Kirche, sondern stehen als Leihgaben im Paderborner Diözesanmuseum.
- Aus dem 13. Jahrhundert ist ein romanisches Weihrauchschiffchen erhalten. Es ist aus Kupfer getrieben und mandelförmig. Auf dem niedrigen Fuß ist das Becken mit Gravierungen. Der zweiteilige Deckel ist aus Emaille zeigt Medaillons mit Engelsdarstellungen.
- Ein 32,5 cm hoher Festkelch kommt aus Frankreich und wurde Ende des 18. Jahrhunderts geschaffen.
- Eine Turmmonstranz aus der zweiten Hälfte des 16. Jahrhunderts besteht aus 75 Einzelteilen und zeigt u. a. die Figuren von Cosmas und Damian.
- Ein Evangeliar wurde vom Goldschmied P. Holtkamp aus Warburg in den Jahren 1992/93 erstellt. Die Buchdeckel sind eine Nachbildung des Messbuchs der Burgkapelle von Schellenberg im Sauerland aus dem Jahr 1592.[8]